# 古田啓昌
古田 啓昌（ふるた よしまさ、1966年 - 2021年）は、日本国及びニューヨーク州弁護士。アンダーソン・毛利・友常法律事務所パートナー。岐阜県養老郡養老町出身。

## 人物
祖父が地元選出の国会議員の後援会幹部をしていたことも影響し、当初は政治家を志望していたという。自分の周りに政治家がいなかったため、まずは官僚になろうと東京大学に入学。樋口陽一の憲法や塩野宏の行政法のゼミを履修していた。大学卒業後は自治省に入省するも、1年で辞め、弁護士となった。政治家になるための前段として自治省に入省したが、前例踏襲の慣習が合わなかったという。
国際的な商事の訴訟や仲裁を得意とする。蝶ネクタイがトレードマーク。在外日本人選挙権訴訟の原告側弁護団にも参加した。国際民事訴訟法に関する著作多数。

## 略歴
- 1984年3月 大垣北高等学校卒業
- 1988年3月 東京大学法学部卒業
- 1988年4月 自治省入省（その後、自治省財政局指導課および兵庫県総務部地方課に勤務）
- 1991年4月 司法修習修了（第43期）、弁護士登録（第二東京弁護士会所属）、アンダーソン・毛利法律事務所入所
- 1995年6月 フルブライト・プログラムを利用して留学していたハーヴァード・ロー・スクールLL.M.課程修了（在学中に国際私法・海事法部門の最優秀論文賞（Addison Brown Prize）を受賞）
- 1995年-1996年 ニューヨークのWhitman Breed Abbott & Morgan（のちWinston & Strawn）に勤務
- 1996年1月 ニューヨーク州弁護士登録
- 1996年9月 アンダーソン・毛利法律事務所復帰
- 1999年 知的財産紛争と国際私法上の課題に関する調査研究委員会（財団法人知的財産研究所主催）委員
- 2000年1-月 アンダーソン・毛利法律事務所パートナー
- 2001年4月-2008年3月 立教大学兼任講師
- 2003年10月-2004年3月 成蹊大学法学部客員教授
- 2004年4月- 成蹊大学法科大学院教授
- 2004年4月- 日本仲裁人協会研究部会幹事
- 2005年6月-2007年5月 日弁連労働法制委員会委員
- 2006年3月-2008年5月 日弁連ゲートキーパー問題対策本部委員
- 2006年6月-2008年5月 日弁連国際私法・国際裁判管轄検討会議委員
- 2008年4月- 慶應義塾大学法科大学院非常勤講師
- 2008年6月-  日弁連国際刑事立法対策委員会委員
- 2008年6月-  日弁連国際裁判管轄規則の法令化に関する検討会議委員
- 2008年10月-2009年3月  筑波大学大学院ビジネス科学研究科非常勤講師
- 2008年10月-  法制審議会幹事（国際裁判管轄法制部会）